# Andreas Glorez
Andreas Glorez (fl. um 1700) gilt als einer der wichtigen Vertreter der Hausväterliteratur. In einem Nachdruck aus dem 19. Jahrhundert wird er als der „mährische Albertus Magnus“, als „Klostergeistlicher und Naturkundiger“ bezeichnet. Details zu seiner Biographie sind nicht überliefert.
Glorez veröffentlichte ein enzyklopädisches Werk, die achtbändige Vollständige Haus- und Landbibliothek, zu Themen aus Medizin, Pharmazie, Naturkunde, Naturmagie, Mathematik, Land- und Hauswirtschaft und Technologie, gedruckt durch Quirinus Heyl in Stadtamhof, Regensburg, 1701 (Neuauflage durch Georg Philipp Platz, Nürnberg, 1719).

## Haus- und Landbibliothek
Die Vollständige Haus- und Landbibliothek erschien mit folgender Inhaltsangabe zu den ersten vier Bänden:

„Vollständige Hauß- und Land Bibliothec, Worinnen der Grund unverfälschter Wissenschaft zu finden ist, deren sich bey jetziger Zeit ein Hof- Handels- Hauß- Burgers- und Land-Mann zu seinem reichlichen Nutzen bedienen kan: Abgetheilt in Vier Theil. Der Erste Theil handelt: I. Was ein Hauß und Land-Herr bey Kauffung eines Guths auf dem Land in Obacht zu nehmen haben, und wie er das gantze Jahr hindurch seine Haußhaltung ordentlich anstellen solle [...] In dem Andern Theil ist begriffen eine Anatomische Beschreibung deß gantzen Menschlichen Cörpers, vom Haupt biß auf die Füsse: [...] Der Dritte Theil offenbahret gantz seltsame Künste und die rareste Erfindungen dieser Zeit, mittels deren sich viel Leut ehrlich in der Welt fortbringen und nähren können. Der Vierte Theil lehret mancherley Art lieblich fliessender Sendschreiben, Quittungen, Evictionen, Reversalen, Geburths- Abschieds- Heyraths-Zeugnüß, Lehr- und Tausch-Briefe, Contracten, Cession-Schein, Verding- oder Bestallungs-Formulen [...]“

Weitere vier Bände erschienen ebenfalls 1701 als Continuation der Vollständigen Hauß- und Land Bibliothec, mit folgenden Inhaltsangaben:

„Der Erste Theil lehret: 1. Wie man die Aecker erkennen, derselben Fehler verbessern, und wol zubereiten soll. 2. Vom Säen, was dabey in Obacht zu nehmen [...] Der Ander Theil handelt von der Gestalt, Natur, Krafft und Würckung der Bäume, Kräuter, vierfüssigen Thiere, Vögeln, Fischen, Metall und Mineralien, wie dieselbige zur Artzney und anderwegen sollen gebraucht werden [...] Der Dritte Theil bereifft in sich allerhand Künste, als erstlich vom Feuerwerck, fliegenden Raggeten, Feuer-Kugeln und schiessenden Windliechtern. 2. Von der Mechanischen Kunst, wie man durch allerhand Instrumenten schwere Dinge, als Glocken, Stück, Erden, Stein, Wasser &c. leichtlich in die Höhe heben kann: ingleichen von Wasserkünsten und Mühlen. 3. Von unterschiedlichen Alchimischen geheimen Kunststücken, samt einem Anhang worinnen die vortreffliche Arcana Herrn Bartholomei Korndoerffers, nebst andern Raritäten mehr enthalten seynd, Der Vierdte Theil ist in 45. Titul getheilet, deren jeder sehr nothwendige und in Praxi täglich sich hervor thuende, nit nur peinlich-burgerlich- und geistliche Materien sondern auch die schönste und vornehmste heutigs Tags auf dem Land meistentheils sich ereigende Casus in sich hält [...]“

Auszüge wurden unter dem Titel Eröffnetes Wunderbuch in einem Nachdruck zusammen mit einem Werk von Valentin Weigel herausgegeben.